# Thymus numidicus
Thymus numidicus — вид рослин родини глухокропивові (Lamiaceae), ендемік пн. Алжиру й Тунісу.

## Опис
Має рожеві квіти. Часто використовується в народній медицині.

## Поширення
Ендемік пн. Алжиру й Тунісу.